# 加藤千速
加藤 千速（かとう ちはや、1948年〈昭和23年〉11月10日 - ）は、日本の政治家、実業家。三重県尾鷲市長（3期）。

## 来歴
三重県尾鷲市九鬼町出身。慶應義塾大学商学部卒業後、阪急百貨店に入社し、アジア太平洋トレードセンター社長、阪急オアシス社長、阪急百貨店常務取締役などを歴任。
2017年（平成29年）6月11日、岩田昭人の任期満了に伴う尾鷲市長選挙に出馬し、元尾鷲市議会議員の榎本隆吉を破り、初当選。
※当日有権者数：16,057人人 最終投票率：77.89 %（前回比： 0.03pts）
| 候補者名 | 年齢 | 所属党派 | 新旧別 | 得票数  | 得票率 | 推薦・支持 |
| -------- | ---- | -------- | ------ | ------- | ------ | ---------- |
| 加藤千速 | 68   | 無所属   | 新     | 8,039票 | 64.3%  |            |
| 榎本隆吉 | 67   | 無所属   | 新     | 4,316票 | 34.5%  |            |

就任に際したインタビューで加藤は「小売りの経験を生かし、地場産業の中でも特に水産業の振興を徹底的にやっていきたい」「阪急のネットワークを使い、尾鷲の水産物を欲しているところを見つけ出し、トップセールスを展開していきたい」などと抱負を語った。
2021年（令和3年）6月6日、自身の任期満了に伴う尾鷲市長選挙に出馬。「住みたいまち、住み続けたいまち、尾鷲」をスローガンに、新型コロナウイルス感染症対策、尾鷲総合病院の医療機器更新、広域ごみ処理施設の事業推進、若者の雇用創出などを訴え、元尾鷲市長の奥田尚佳、元尾鷲市議会議員の野田拡雄を破り、再選。
※当日有権者数：15,103人人 最終投票率：73.18%（前回比： 4.71pts）
| 候補者名 | 年齢 | 所属党派 | 新旧別 | 得票数  | 得票率 | 推薦・支持 |
| -------- | ---- | -------- | ------ | ------- | ------ | ---------- |
| 加藤千速 | 72   | 無所属   | 現     | 7,095票 | 64.2%  |            |
| 野田拡雄 | 64   | 無所属   | 新     | 2,084票 | 18.9%  |            |
| 奥田尚佳 | 53   | 無所属   | 元     | 1,658票 | 15.0%  |            |

2025年（令和7年）6月8日、自身の任期満了に伴う尾鷲市長選挙に出馬。元三重県議会議員の津村衛を破り、3選。
※当日有権者数：13,346人 最終投票率：73.38%（前回比： 1.8pts）
| 候補者名 | 年齢 | 所属党派 | 新旧別 | 得票数  | 得票率 | 推薦・支持 |
| -------- | ---- | -------- | ------ | ------- | ------ | ---------- |
| 加藤千速 | 76   | 無所属   | 現     | 5,087票 | 54.03% |            |
| 津村衛   | 50   | 無所属   | 新     | 4,329票 | 45.97% |            |